# Saint-Germain-de-Coulamer
Saint-Germain-de-Coulamer é uma comuna francesa na região administrativa da Pays de la Loire, no departamento de Mayenne. Estende-se por uma área de 17,72 km². Em 2010 a comuna tinha 352 habitantes (densidade: 19,9 hab./km²).